# Верхоунжа
Верхоунжа  — населенный пункт в Меленковском районе Владимирской области. Входит в состав Бутылицкого сельского поселения.

## География
Деревня расположена примерно в 15 км к северо-западу от центра Меленок на реке Унжа.

## История
В 1783 году промышленником Андреем Родионовичем Баташевым в Меленковском уезде был запущен Верхне-Унженский чугунолитейный завод. При заводе возникла одноимённая деревня.
В 1872 году завод был закрыт.
В конце XIX — начале XX века деревня входила в состав Архангельской волости Меленковского уезда Владимирской губернии и имела 173 двора при численности населения 1039 чел.
С 1929 года деревня входила в состав Архангельского сельсовета Меленковского района, с 2005 года — в составе Бутылицкого сельского поселения.

## Население
| 1859 | 1897 | 1905  | 1923  | 1926 | 2002 | 2010 |
| ---- | ---- | ----- | ----- | ---- | ---- | ---- |
| 1085 | ↘833 | ↗1039 | ↗1073 | ↘994 | ↘237 | ↘187 |
| 2021 |      |       |       |      |      |      |
| ↘177 |      |       |       |      |      |      |

## Известные люди
В деревне родился участник Великой Отечественной войны Герой Советского Союза Виктор Михайлович Краснов.

## Природные ресурсы
В окрестностях деревни произрастает широкое разнообразие видов сосудистых растений. Населенный пункт окружен смешанными лесами.